# Новый (Волгоградская область)
Новый — хутор в Палласовском районе Волгоградской области России. Входит в состав Кайсацкого сельского поселения.

## История
По состоянию на 1939 год хутор являлся частью Кайсацкого сельсовета Кайсацкого района Сталинградской области. В 1950 году в связи с упразднением Кайсацкого района хутор передан в подчинение Палласовского района.

## География
Хутор находится в восточной части Волгоградской области, в степной зоне, в пределах Прикаспийской низменности, вблизи государственной границы с Казахстаном, на расстоянии примерно 36 километров (по прямой) к югу от города Палласовка, административного центра района.

Климат классифицируется как континентальный, засушливый. Годовая сумма осадков варьируется от 350—300 до 200—150 мм. Большая их часть выпадает в теплое время года.

## Население
| 2010 |
| ---- |
| 66   |

Гендерный состав
По данным Всероссийской переписи населения 2010 года в гендерной структуре населения мужчины составляли 45,5 %, женщины — соответственно 54,5 %.
Национальный состав
Согласно результатам переписи 2002 года, в национальной структуре населения казахи составляли 61 %.

## Улицы
Уличная сеть хутора состоит из двух улиц (ул. Линейная и ул. Степная).